# Challenger de Bérgamo 2016
El torneo Trofeo Faip–Perrel 2016 es un torneo profesional de tenis. Pertenece al ATP Challenger Series 2016. Se disputó su 11.ª edición sobre superficie dura, en Bergamo, Italia entre el 8 y el 14 de febrero de 2016.

## Jugadores participantes del cuadro de individuales
| Favorito | País                | Jugador              | Rank1 | Posición en el torneo |
| -------- | ------------------- | -------------------- | ----- | --------------------- |
| 1        | Bandera de la India | Yuki Bhambri         | 100   | Primera ronda         |
| 2        | Bandera de Bélgica  | Ruben Bemelmans      | 107   | Primera ronda         |
| 3        | Bandera de Georgia  | Nikoloz Basilashvili | 116   | Primera ronda         |
| 4        | Bandera de Barbados | Mirza Bašić          | 119   | Primera ronda         |
| 5        | Bandera de Alemania | Michael Berrer       | 121   | Cuartos de final      |
| 6        | Bandera de Japón    | Go Soeda             | 127   | Segunda ronda         |
| 7        | Bandera de Alemania | Dustin Brown         | 133   | Primera ronda         |
| 8        | Bandera de Rusia    | Konstantin Kravchuk  | 135   | Primera ronda         |

- 1 Se ha tomado en cuenta el ranking del 1 de febrero de 2016.

### Otros participantes
Los siguientes jugadores recibieron una invitación (wild card), por lo tanto ingresan directamente al cuadro principal (WC):
- Federico Gaio
- Gianluca Mager
- Ruben Bemelmans
- Radek Štěpánek

Los siguientes jugadores ingresan al cuadro principal tras disputar el cuadro clasificatorio (Q):
- Gregoire Barrere
- Andreas Beck
- Nils Langer
- DDzmitry Zhyrmont

## Campeones

### Individual Masculino
- Pierre-Hugues Herbert derrotó en la final a  Egor Gerasimov, 6–3, 7–6(5)

### Dobles Masculino
- Ken Skupski /  Neal Skupski derrotaron en la final a  Nikola Mektić /  Antonio Šančić, 6–3, 7–5